# 地理擴散
地理擴散（Geodispersal）是一個與地理隔離相對的過程，指阻擋兩個生態系統或種群之間發生交流的地理屏障消失後，兩個生態系統或種群開始逐步融合的過程。地理擴散的一個例子是巴拿馬地峽在300萬年前形成後，南北美洲大陸動植物間發生的南北美洲生物大遷徙。